# Maestro de Calzada

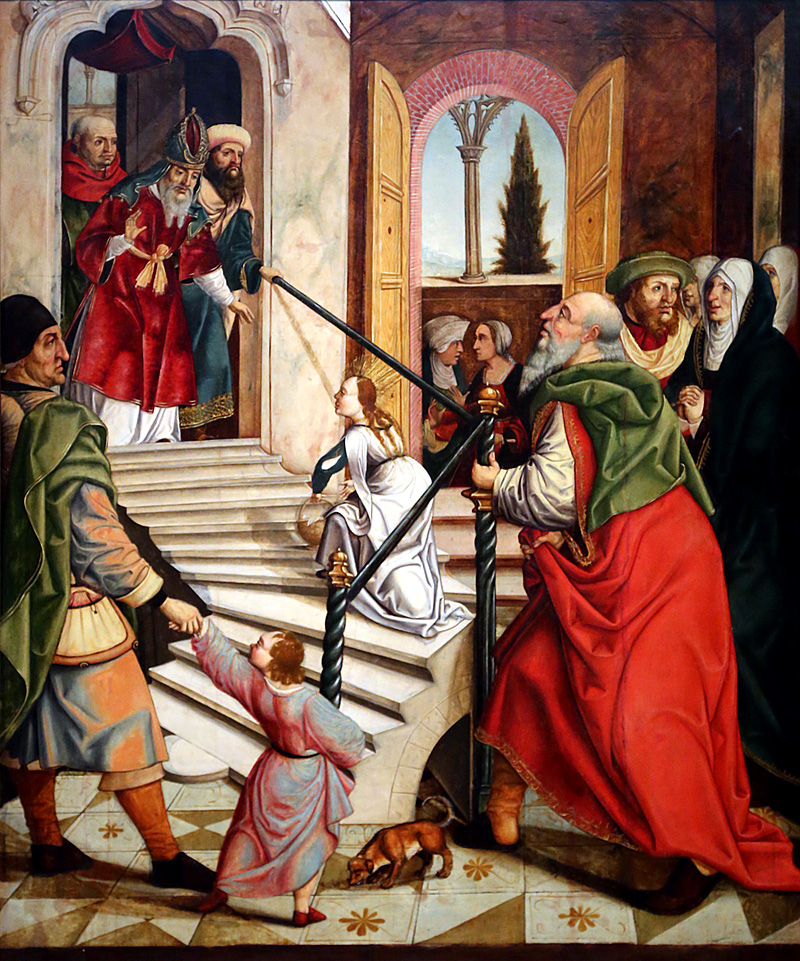
Presentación de la Virgen en el Templo. Museo de Bellas Artes de Valencia.

El Maestro de Calzada, fue un maestro anónimo activo en la región palentina durante el primer tercio del siglo XVI. Debe su nombre a la atribución del retablo de Calzada de los Molinos, actualmente conservado en el Museo Diocesano de Palencia.
Por ciertas semejanzas con la pintura del Maestro Alejo se cree que debió de formarse en su taller. En algún tiempo se puso en duda la existencia de ambos, creyéndose que podrían ser la misma persona. La hipótesis que más prevalece es la de que fueron dos maestros con gran parecido en la técnica desarrollada en sus obras. Las variaciones que pueden encontrarse entre los dos maestros se encuentran en las diferentes tipologías de sus personajes, siendo estos rasgos de sus modelos los que se repiten en la producción de cada uno; así en el retablo de Villalcázar de Sirga, atribuido al Maestro Alejo, sus figuras aparecen representadas con los cabellos rubios, en cambio en el retablo de san Antonio de Padua (también en Villálcazar de Sirga) atribuido al Maestro de Calzada o en otras obras suyas, los personajes tienen los cabellos muy oscuros y con formas en sus actitudes peculiares ya muy cercanas al Renacimiento, mientras que las figuras del Maestro Alejo son claramente hispanoflamencas.

## Obras
- Tablas del retablo de Calzada de los Molinos, en el Museo Diocesano de Palencia:[3]
  - La Anunciación
  - La Adoración de los Magos
  - Santa Catalina y Santa Lucía (en el cuerpo del retablo)
  - Isaías, Daniel y David (parte izquierda de la predela)
- Tablas del retablo de san Antonio de Padua de Villalcázar de Sirga.[4]
- Resto de tablas de una predela en Villasabariego de Ucieza.[5]
- Retablo de san Miguel de Melgar de Arriba (Valladolid).[5]
- Tabla con la figura de un joven de medio cuerpo, colección Abreu del Museo de Bellas Artes de Sevilla.[6]
- Participación en el retablo de Santa Margarita de la iglesia de Santa Eulalia de Paredes de Nava.[6]
  - La decapitación de santa Margarita
  - Santa Margarita cuidando el rebaño
- Retablo de la vida de la Virgen, de Población de Soto[6]
- Retablo de la vida de la Virgen, de Castrillo de Mota de Judíos. Museo del retablo de Burgos.[7]
- La Presentación de la Virgen, Museo de Bellas Artes de Valencia.[6]
- La Anunciación (perdido el rastro, después de haber estado en comercio en Barcelona).[8]
- San Roque (perdido el rastro, después de haber estado en comercio en Barcelona).[8]
- La Liberación de San Vicente de la prisión por un ángel en presencia de Cristo (subastada en Sothebys de Londres en 1993.[8]
- Retablo de san Saturnino de Robladillo de Ucieza (Palencia) (posiblemente en colaboración con el Maestro Alejo).[9]

Hay que señalar que antiguas obras que se habían atribuido a este autor como el retablo de Santa María del Castillo de Torremormojón  o el de Dueñas, así como la tabla de la Virgen con santos del Museo de Zuloaga de Zumaya, han sido descartadas de su catálogo.